# Kaspar Simeonov
Kaspar Simeonov   (Dimitrovgrad, 17 de maig de 1955) és un jugador de voleibol búlgar, ja retirat, que va competir durant les dècades de 1970 i 1980.
El 1980 va prendre part en els Jocs Olímpics d'Estiu de Moscou, on guanyà la medalla de plata en la competició de voleibol.
A nivell de clubs jugà al Lokomotiv Plovdiv (1974-1984), l'Irpina Avellino (1984-1986), Pallavolo Chieti (1986-1989). Una vegada retirat va exercir d'entrenador en diversos equips, entre els que destaca la selecció nacional búlgara.